# Augustus Everaerts
Augustus Everaerts (ur. 2 lutego 1929 w Burcht) – belgijski zapaśnik walczący w stylu wolnym. Olimpijczyk z Helsinek 1952, gdzie zajął siedemnaste miejsce w kategorii do 79 kg.

## Letnie Igrzyska Olimpijskie 1952
| Konkurencja      | Rundy eliminacyjne    | Klas. końcowa |
| Konkurencja      | Przeciwnik I          | Miejsce       |
| ---------------- | --------------------- | ------------- |
| 79 kg styl wolny | György Gurics (HUN) P | 17.           |